# Krypton
 For alternative betydninger, se Krypton (flertydig). (Se også artikler, som begynder med Krypton)
Krypton (fra græsk κρυπτός, kryptos "skjult") er et grundstof med symbolet Kr og atomnummeret 36. Stoffet er i det periodiske system placeret i gruppe 18 og periode 4. Krypton udgør, sammen med helium, neon, argon, xenon og radon, gruppen af ædelgasser. Under normale temperatur- og trykforhold er krypton en farveløs gas uden lugt og smag. Gassen forekommer i sporbare mængder i jordens atmosfære og isoleres ved fraktioneret destillation af flydende atmosfærisk luft, og den bruges ofte med andre sjældne gasser i lysstofrør. Krypton er inert til de fleste praktiske formål, men er kendt for at danne bindinger med fluor. Krypton kan også indgå i klatrater med vand, når atomer af stoffet er fanget i et gitter af vandmolekyler.
Krypton kan, ligesom de andre ædelgasser, bruges til belysning og fotografi. Kryptonlys har et højt antal spektrallinjer, og kryptons høje lysudsendelse i plasmaer gør, at det spiller en vigtig rolle i mange højenergigaslasere, der udvælger og forstærker en enkelt af disse spektrallinjer. Der findes også specifikke kryptonfluorid-lasere. Den stærke udstråling fra og relativt nemme betjening af krypton-fyldte gasrør gjorde, at man fra 1960 til 1983 definerede den officielle meter ud fra en af de orange-røde spetrallinjer i isotopen krypton-86.

## Fysiske egenskaber
Størknet krypton er hvidt og krystallinsk med en kubisk fladecentreret krystalstruktur, hvilket er en almindelig egenskab ved en ædelgas. Kryptons smeltepunkt er −157,2 grader celsius, mens kogepunktet er −153,4 grader celsius. Krypton karakteriseres ved en skinnende grøn og orange spektralsignatur. Det er et af biprodukterne fra fission af uran og dannes derfor også i forbindelse med energiproduktion på atomkraftværker.

## Historie
Krypton blev opdaget i Storbritannien i 1898 af William Ramsay og Morris Travers som en destillationsrest efter at have fordampet næsten alle komponenterne fra flydende luft. William Ramsay blev tildelt Nobelprisen i kemi i 1904 for opdagelsen af en række ædelgasser, heriblandt krypton.

### Metrisk rolle
I 1960 definerede en international aftale meteren i det nye SI-system som værende lig med "1.650.763,73 bølgelængder af den orangerøde emissionslinje i det elektromagnetiske spektrum af krypton-86 atomet i vakuum". Aftalen erstattede den tidligere standardmeter placeret i Paris, der var en markering på en metalstang af en platin-iridium-legering, men kryptondefinitionen erstattedes igen i oktober 1983 af en definition baseret på lysets hastighed, da Bureau International des Poids et Mesures (Det Internationale Kontor for Vægt og Mål) fastsatte meteren som den afstand, lys bevæger sig i vakuum på 1⁄299.792.458 sekund.

## Forekomst
Jorden har beholdt alle de ædle gasser, der var til stede ved dens dannelse, bortset fra helium, hvis molekyler er lette og bevæger sig hurtigt nok til på et tidspunkt at kunne overvinde Jordens tyngdefelt. Kryptons koncentration i atmosfæren er omkring 1 ppm. Stoffet kan udtrækkes fra flydende luft ved fraktioneret destillation. Mængden af krypton i rummet er uvis, da mængden er udledt fra undersøgelser af meteoritter og målinger af solvinden. De første målinger viste en overvældende mængde krypton i rummet.

## Forbindelser
Ligesom de andre ædelgasser er krypton kemisk ureaktiv. Dog fremstillede man, efter de første succesfulde fremstillinger af xenonforbindelser i 1962, forbindelser af krypton i kryptondifluorid i 1963. Der findes ubekræftede rapporter om andre fluorider og et salt af kryptonoxosyre. ArKr+- og KrH+-ioner er blevet undersøgt, og der er beviser for KrXe eller KrXe+.
Ved Helsinki Universitet i Finland har man fremstillet HKrCN og HKrCCH (kryptonhydridcyanid og hydrokryptoacetyl), og disse forbindelser vurderedes til at være stabile op til 40K (M. Räsänen et al.).
Hvis den kryptonit, man hører om i Superman-historierne fulgte navnekonventionerne for kemiske forbindelser, ville den være en oxyanion af krypton. Krypton kan ikke danne en oxyanion.

## Isotoper
Der er 31 kendte isotoper af krypton. Naturligt forekommende krypton består af fem stabile og en let radioaktiv isotop. Stoffets spektralsignatur kan produceres med nogle meget skarpe linjer.
81Kr, der er et produkt af atmosfæriske reaktioner, produceres sammen med de andre naturligt forekommende isotoper af krypton. Isotopen er radioaktiv med en halveringstid på 230.000 år. Krypton er yderst flygtig nær vandoverflader, men 81Kr er blevet brugt til at datere gammelt (50.000 – 800.000 år) grundvand.
85Kr er en inert radioaktiv ædelgas med en halveringstid på 10,76 år. Den dannes ved fission af uran og plutonium, for eksempel ved atombombesprængninger og i kernereaktorer. 85Kr frigives under oparbejdningen af brændselselementer fra kernereaktorer. Koncentrationen er 30 % højere på Nordpolen end på Sydpolen, da de fleste atomkraftværker ligger på den nordlige halvkugle.

## Anvendelser
Kryptons mange emissionslinjer får udladninger i ioniseret kryptongas til at se hvide ud, hvilket igen gør krypton-baserede pærer nyttige ved fotografering som en lysende hvid lyskilde. Krypton bruges derfor i nogle typer blitz til brug ved højhastighedsfotografering. Krypton bruges også med andre gasser til at lave lysskilte, der lyser med et klart grøn-gult lys.
Krypton blandes med argon som fyldgas i energibesparende lysstofrør. Dette reducerer den nødvendige spænding og dermed strømforbruget. Desværre reducerer det også lysafgivelsen og hæver prisen, da krypton er 100 gange dyrere end argon. Krypton bruges også (sammen med xenon) til udfyldelse af glødelamper for at reducere fordampningen af glødetråden og for at tillade højere driftstemperatur i den. Resultatet er et klarere lys med mere blå tone end konventionelle lamper.
Kryptons hvide udledning bruges ofte med god virkning i farvede lysstofrør, der simpelthen males eller farves på anden måde for at frembringe den ønskede farve. For eksempel er neon-reklamer, hvor bogstaverne vises med farver, ofte kun baseret på krypton. Krypton kan også udsende lys med meget højere intensitet end neon i den røde spektrallinjeregion, og på grund af dette er de røde lasere i lasershows ofte kryptonlasere med spejle, der udvælger den røde spektrallinje, som laseren skal forstærke og udsende. Dette foretrækkes frem for den mere normale kombination af helium og neon, der aldrig i praksis kunne opnå den multi-watt-udsendelse af rødt laserlys, som denne anvendelse kræver.
Krypton spiller en vigtig rolle i produktionen og brugen af kryptonfluorid-lasere. Laseren har været vigtig i atomfusion-forskningskredse til eksperimenter med indesluttelse af stof. Denne laser har en meget ensartet stråle, kort bølgelængde og muliggør tilpasning af lyspletten, så den kan indfange en imploderende stofklump.
I eksperimentel partikelfysik bruges flydende krypton til at skabe kvasi-homogene elektromagnetiske kalorimetre. Et notabelt eksempel er NA48-eksperimentets kalorimeter ved CERN, der indeholder omkring 27 tons flydende krypton. Denne brug er udsædvanlig, da den billigere flydende argon typisk bruges, men fordelen ved brug af krypton er en lille Molière-radius på 4,7 cm, hvilket giver god rumlig opløsning og lav overlapning. De andre parametre, der er relevante for kalorimeterbrug er en strålingslængde på {\displaystyle X_{0}=4,7} cm og en densitet på 2,4 g/cm³.
De forseglede gnisttændingssystemer, der benyttes til tændingen i ældre turbinejetmotorer indeholder en meget lille mængde krypton-85 for at opretholde et konsistent ioniseringsniveau og jævn drift. Mængden af stråling fra gnisten mellem elektroderne er omtrent den samme som fra et radium-præpareret armbåndsur, men bør stadig behandles forsigtigt.